# Juncus scheuchzerioides
Juncus scheuchzerioides är en tågväxtart som beskrevs av Charles Gaudichaud-Beaupré. Juncus scheuchzerioides ingår i släktet tåg, och familjen tågväxter. Inga underarter finns listade i Catalogue of Life.